# Fotoszintézis

A fotoszintézis általános folyamata

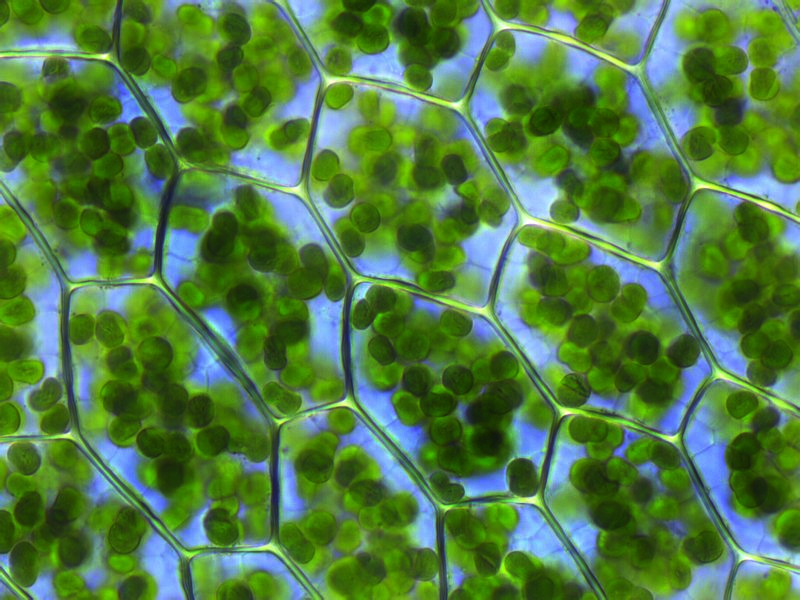
Növényi sejtekben látható kloroplasztisz

A fotoszintézis olyan biológiai folyamat, melyben az élőlények a napfény energiáját felhasználva szervetlen anyagból szerves anyagot hoznak létre. Az elnevezés a görög fény (vö. foton) és a szintézis (=előállítás) szavakból tevődik össze. A fotoszintézis olyan metabolizmus, amely lebontó (katabolikus) és felépítő (anabolikus) folyamatokból tevődik össze. A katabolikus folyamat a fényreakció, amikor a fényenergia kémiai energiává alakul. Az anabolikus folyamat során a szén-dioxid megkötése (fixáció) történik és annak szénforrásként való felhasználása a növekedéshez, ezt nevezzük sötét reakciónak. Továbbá a fotoszintézis „fény-szakaszában” felhalmozott kémiai energia és redukálókapacitás (NADPH) hasznosul még az oxidált állapotú kén- és nitrogénatomok redukciójához és azok szerves molekulákba történő beépítéséhez.
A fényenergiát kémiai energiává a növények, a színesmoszatok (Chromista regnum fotoszintetizálói), a fotoszintetizáló cianobaktériumok, bíbor- és zöldbaktériumok képesek átalakítani. A cianobaktériumok és az eukarióta fotoszintetizálók („növények”) az oxigéntermelő fotoszintézist használják; a bíbor- és zöldbaktériumok a bakteriális vagy anoxigénikus (oxigént nem termelő) fotoszintézist alkalmazzák.

## Felfedezése
A fotoszintézist Jan Ingenhousz orvos fedezte fel. Jan Ingenhousz 1730-ban született Bredában, Hollandiában.
1774-ben Joseph Priestley felfedezte az oxigént és kísérletezni kezdett ezzel az új, láthatatlan gázzal. Egyik kísérletében a meggyújtott gyertyát egy lezárt üvegbe helyezte (melybe előzőleg tiszta oxigént töltött), és megvárta, amíg a láng elfogyasztja az oxigént és kialszik. Anélkül, hogy a búrába friss levegő mehetett volna, egy friss mentaágat tett (amit előzőleg egy pohár vízbe állított), és azt várta, hogy a növény ebben a „rossz” levegőben el fog pusztulni. Ehelyett a növény tovább élt. Két hónap múlva Priestley egy egeret tett ugyanebbe az üvegbúrába, és az egér is életben maradt, bizonyítva ezzel, hogy a növény valamiképpen „helyreállította” a búrában a levegőt, ami az élethez szükséges. De a kísérlet nem volt mindig sikeres. Priestley belenyugodott a rejtélybe, és mást kezdett tanulmányozni.
1777-ben Ingenhousz olvasott Priestley kísérleteiről, és azok elbűvölték. Semmi mással nem tudott foglalkozni, ezért elhatározta, hogy a végére jár a dolognak, és megpróbálja a rejtélyt is megfejteni. 
A következő két évben mintegy 500 kísérletet folytatott le, amiben igyekezett minden változóra és minden lehetőségre gondolni. Két olyan módszert is kifejlesztett, amikkel a növények által kibocsátott gázt fel tudta fogni. Az egyik egy kis lezárt üveg volt, amibe a növényt helyezte. A másik módszerben a növényt víz alá süllyesztette.
Ingenhousz mindkét módszert használta a kísérletei során, de a víz alá merítést egyszerűbbnek találta, mivel ekkor a keletkező gáz kis buborékokban felfelé szállt, és ezt könnyű volt összegyűjteni. Minden alkalommal, amikor kellő mennyiség összegyűlt, megvizsgálta, hogy a gáz az égést táplálja-e (oxigén van-e benne), vagy inkább elfojtja (szén-dioxidot tartalmaz). 
Ingenhousz csodálkozott a jelenség szimmetriáján: az emberek oxigént lélegeznek be és szén-dioxidot lélegeznek ki, míg a növények (napfényben) szén-dioxidot lélegeznek be és oxigént lélegeznek ki. Éjszaka azonban, vagy fény hiányában a növények is oxigént lélegeznek be és szén-dioxidot bocsátanak ki. Több száz kísérlet után Ingenhousz megállapította, hogy a növények sokkal több oxigént bocsátanak ki, mint amennyit felvesznek. 
Ingenhousz kimutatta, hogy az oxigénkibocsátáshoz napfény szükséges. Azt is megállapította, hogy a növények, miközben fejlődnek és új hajtás, ág, bimbó növekszik rajtuk, a talaj nem veszít a tömegéből (ahogy többen feltételezték akkoriban), hanem a növekedést a napfény segíti elő, a növények szenet kötnek meg a levegő szén-dioxidjából, és ebből növekszenek napfény jelenlétében. 
Az Ingenhousz által felfedezett folyamat a fotoszintézis. 1779-ben kiadta eredményeit egy könyvben (Experiments Upon Vegetables - „kísérletek zöldségekkel”). A fotoszintézis szót néhány évvel később alkották meg görög szavakból, a szó jelentése: „fény által összerakni valamit”.

## Színanyagok

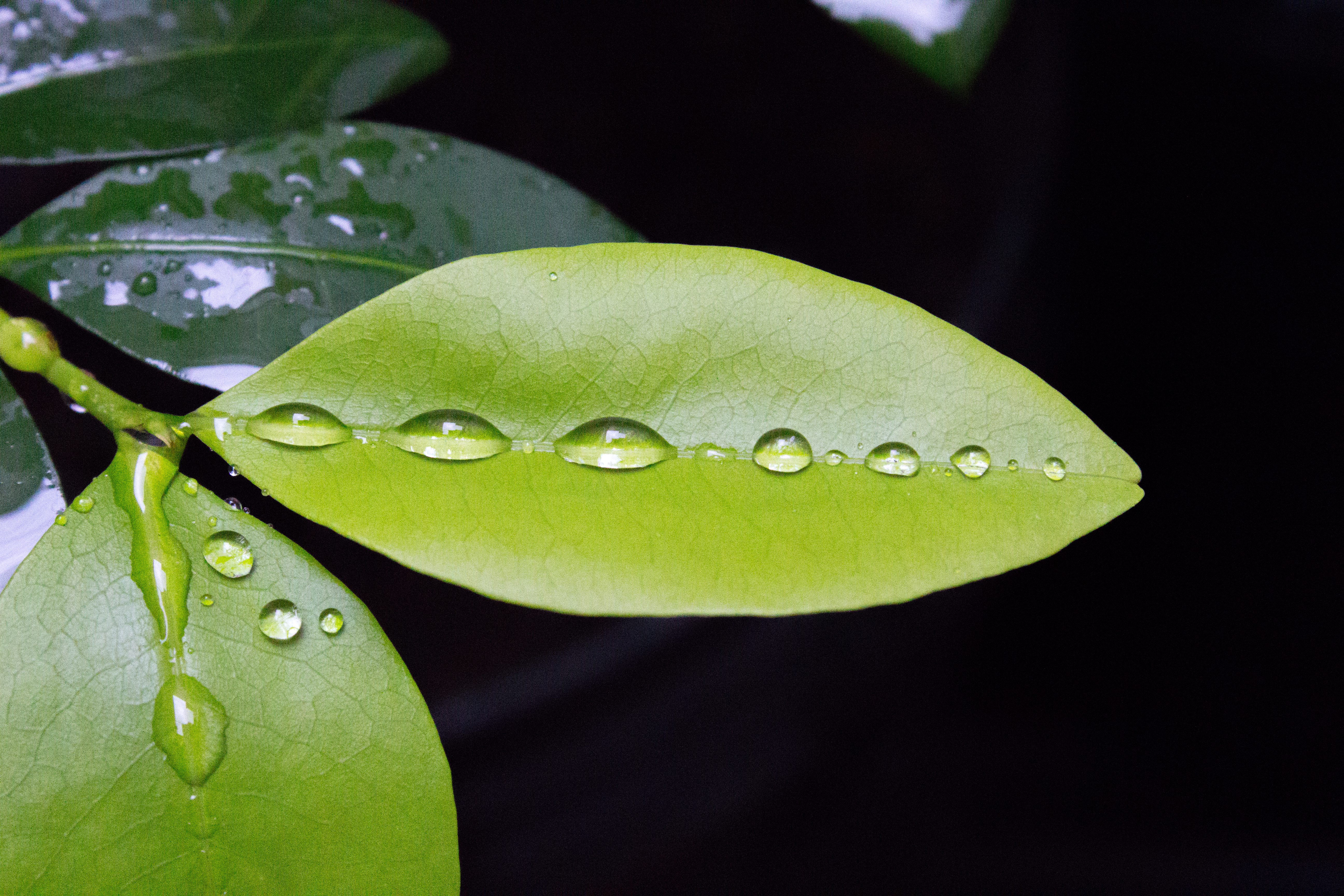
Minden fotoszintetikus rendszer elsődleges pigmentje valamilyen klorofill-forma

Többféle pigmentet találhatunk a különböző fotoszintetizáló szervezetekben. Minden fotoszintetikus rendszer elsődleges pigmentje valamilyen klorofill-forma. A klorofillok tetrapirrol származékok, melyek magnéziumot tartalmaznak a porfiringyűrű közepén. Kovalens kötéssel kapcsolódik a tetrapirrol-fejhez egy hidrofób oldallánc, amelynek segítségével a klorofillok a membránokhoz képesek kapcsolódni. A zöld növények klorofill a-t és b-t tartalmaznak, a cianobaktériumok többsége csak klorofill-a-t. A színes moszatok klorofill-b-t nem, de klorofill-c-t, d-t és e-t tartalmazhatnak. A bíbor és zöld baktériumok klorofillját bakterioklorofilloknak nevezik, ezek a makrociklus oldalláncaiban eltérnek a klorofilloktól, és ez az abszorpciós spektrumban is változást okoz. A klorofillok 450 nm körül és 650-750 nm-nél abszorbeálják a fényt; a bakteriális klorofillok 800-1000 nm–nél abszorbeálnak. 
A fotoszintetikus apparátus általában tartalmaz karotinoidokat. Ezek fénygyűjtő pigmentekként szolgálnak, a kék-zöld spektrális régióban, 400-550 nm között abszorbeálva a fényt. A karotinoidok szerepe a fénygyűjtésen túl a magas fényintenzitás elleni védekezésben is fontos (xanthofill-ciklus). 
A fikobiliproteinek által kötött fikobilinek a cianobaktériumok fő fénygyűjtő pigmentjei, amelyeket néhány algában is megtalálhatunk. Ezek zöldek, vagy vörösek, a fényspektrum közepéről abszorbeálnak 550 és 650 nm között.

## A fotoszintézis általános folyamata
A fényreakció a klorofill-a jelenlététől függ, amely az elsődleges pigment a fotoszintetikus szervezetek sejtmembránjában. 
A fénykvantum abszorpciója a klorofillban a vörös és kék tartományban egy elektron áthelyeződését okozza. Az elvesztett elektront a fotoszintetikusan aktív klorofill-molekulák egy elektrondonorról származó elektronnal pótolják. Az elektron áthelyeződése energiafelszabadulással jár, miközben keresztülhalad a sejtmembránban a fotoszintetikus elektron transzport rendszerben. Az elektron átadása közben a membránban a protonok áthelyeződése miatt töltéskülönbség jön létre, ami az energiatermelés hajtóereje.

## A növények oxigéntermelő fotoszintézise
A növények esetében a fotoszintézis nagyon leegyszerűsített egyenlete: 6CO2 + 6H2O + fényenergia = C6H12O6 (glükóz) + 6O2 + E . A plasztiszok a növények fotoszintetikus endoszimbionta organellumai. A plasztiszok közül a kloroplasztiszban folyik a fotoszintézis. A kloroplasztok lencse vagy gömb alakúak, kettős membránnal határoltak, belsejüket színtelen plazma (sztróma) tölti ki. A belső teret kettős membránok (tilakoidok) töltik ki. A tilakoid membránok a fotoszintézis fényreakciójának helyei. 
A fotoszintézis fényhez kapcsolódó folyamatai – a fényenergia kémiai energiává történő átalakítása – a tilakoidmembránokhoz kötöttek, melyek a kloroplasztiszban helyenként korongszerűen összefekvő gránumokat, illetve ezeket összekötő membránokat, sztrómatilakoidokat alkotnak. A tilakoidok proteinkomplexekben gazdag képződmények. A folyamatok lebonyolításához szükséges proteinkomplexek az I. és II. fotokémiai rendszer (PSI, illetve PSII), ezek fénygyűjtő komplexei (antennakomplexek: LHCI, LHCII [light harvesting complex]), valamint a citokróm b6/f komplex és az ATP-szintáz. A fotokémiai rendszerek a reakciócentrumból és egyéb proteinekből felépülő központi „core” részből (reakciócentrum és proximális antenna) és az azt körülvevő disztális antennarégióból állnak. A reakciócentrumokat és a belső antennákat a kloroplasztisz genomjában kódolt és a kloroplasztiszban szintetizálódó csak klorofill-a-t tartalmazó klorofill-protein komplexek alkotják. A „core” körül kialakuló antennarendszerek felépítésében viszont a magban kódolt és a citoplazmában szintetizálódó klorofill a/b-proteinek vesznek részt, melyekre a klorofill molekulák poszttranszlációsan, a kloroplasztiszban kerülnek rá. A két fotokémiai rendszer klorofill-tartalmának mintegy 60%-a a PSII-ben, 40%-a pedig a PSI-ben található.

### A II. fotokémiai rendszer (PSII)
A PSII a fotoszintetikus apparátus azon komponense, amely képes a fényenergia abszorpciójára, gerjesztett állapotban redoxipotenciálja révén a víz oxidálására és a plasztokinon redukálására, valamint transzmembrán potenciál létrehozására. A komplexben több mint 20-féle protein található. A reakciócentrumban központi helyet foglal el a D1 és D2 (PsbA és PsbD) heterodimer protein. Ezeken kötődnek az elektrontranszport kofaktorai, a P680 (klorofill a dimer), 4 klorofill a molekula, két feofitin a, 2 β-karotin, az elsődleges (QA) és másodlagos (QB) kinon akceptorok és egy nem-hem Fe-atom, valamint egy 4 Mn és 1 Ca atomból álló Mn-centrum, ami a víz bontásában játszik szerepet. A vízbontáshoz szükséges Cl--ionokat egy hidrofil proteinekből álló, ún. reguláló sapka biztosítja (PsbO,P,Q,R). A reakciócentrumban lévő cit b559 (PsbE,F) fotoprotektív szerepet tölt be, részt vesz a PSII ciklikus elektrontranszportjában, amely a PSII egyik fontos relaxáló mechanizmusa lehet gátolt elektrontranszport esetén.
A reakciócentrumhoz kapcsolódnak a proximális, kapcsoló és disztális antennák, valamint számos kis protein. Ez utóbbiak elsősorban stabilizáló szerepet töltenek be. A proximális antennák, a CP47 (PsbB) és a CP43 (PsbC), klorofill a tartalmúak. A PSII disztális antennarendszere, az LHCII háromféle apoproteint (Lhcb1-3) tartalmaz, klorofill a/b aránya 1,1-1,2. A disztális antennát a proximálishoz kapcsoló antenna is klorofill a/b proteineket tartalmaz (Lhcb 4-6).
A gerjesztett P680 a feofitin és a QA kinon közvetítésével redukálja a tilakoidmembránban lokalizált plasztokinonok közül az éppen kötődőt (QB), majd elektronját a PSII vízbontó Mn-centrumában éppen oxidálódó vízmolekulák O-atomjáról származó elektronokból az Yz (D1-tirozin) közvetítésével kapja vissza. A redukált plasztokinonról az elektronok a citokróm b6/f-komplexre kerülnek.

### Citokróm b6/f komplex
A citokróm b6/f komplex a tilakoidmembránban dimer formában fordul elő és felépítésében négy nagyobb és három kisebb polipeptid vesz részt. A nagyobb komponensek közül a citokróm f (PetA) egy c típusú hemet, a citokróm b6 (PetB) két b típusú hemet (cit b563) tartalmaz. Nagyobb móltömegű komponense ezeken felül a magas redoxipotenciálú vas-kén centrumot hordozó Rieske-féle Fe2S2-protein (PetC), valamint a cit-b6-tal együtt a plasztokinon és plasztokinol kötéséért felelős protein (IV-es alegység - PetD) is. A Rieske-féle Fe2S2-protein a sejtmagban, a másik három plasztiszban kódolt fehérje. A kis proteineknek minden valószínűség szerint komplexstabilizáló szerepe lehet. A mitokondriális komplextől eltérően a növényi komplex egy klorofill-a molekulát, egy béta-karotint és egy extra hemet is tartalmaz. A komplex a sztrómális oldalon plasztokinont, a lumenális oldalán plasztokinolt, illetve plasztocianint köt. A Rieske-féle Fe2S2-protein a cit f-en keresztül a plasztocianinra közvetíti a plasztokinolokról származó elektront, amely ennek segítségével redukálja a PSI-et. A plasztokinol lumen oldali kötőhelyen történő vissza-oxidációjakor a cit b ágra jutó elektronok viszont a sztróma oldali kötőhelyen újabb plasztokinon redukciójára képesek, ami szintén visszaoxidálódhat a lumenális kötőhelyen, így hozzájárulva a proton gradiens kialakulásához (Q ciklus).

### Az I. fotokémiai rendszer
A PSI-core felépítésében a PSII-höz hasonlóan számos protein vesz részt. Központi részét egy heterodimer protein komplex (PsaA,B) alkotja, amin a P700, egy fotoaktív klorofill a-klorofill a’ dimer is kötődik. A két fehérjén összesen ~100 klorofill a, 22 β-karotin és 2 fillokinon, valamint egy Fe4S4-centrum (Fx) található. E kofaktorok közül egyesek a PSI elektrontranszport komponensei: a P700, két járulékos klorofill a, az elsődleges elektron akceptor A0 (két klorofill a), a másodlagos elektron akceptor A1 (két fillokinon) és a Fe4S4-centrum (1. ábra). A plasztocianintól a ferredoxinig terjedő elektrontranszportban még fontos szerepe van a PsaC proteinen kötött két további Fe4S4-centrumnak, valamint a plasztocianin kötődését elősegítő PsaF,N proteineknek. A NADP+-re való elektrontranszport a ferredoxin és a ferredoxin-NADP+-oxidoreduktáz közreműködésével valósul meg, amelyek a PsaD és PsaE proteineken keresztül kötődnek a PSI-hez. A kis proteinek közül egyesek klorofill a-t kötve az energia transzferben is szerepet játszanak (PsaH,J,K,L,M,X), a struktúrát stabilizálják, valamint a külső antennát kapcsolják a központi részhez (PsaG,K). A PSI disztális antennája, az LHCI, amely a PSI-ben található összes klorofill b-t tartalmazza. Az LHCI-t négyféle klorofill a/b-protein építi fel (Lhca1-4), amelyek felépítésükben az Lhcb proteinekhez hasonlók, de klorofill a/b arányuk magasabb (2-3 körüli). Nem trimereket, hanem dimereket képeznek, amelyeket a fluoreszcencia emissziójuk alapján LHC I-680 és LHC I-730-ként is említenek.

### ATP-szintézis a fotoszintézis fényszakaszában
Az elektrontranszportlánc működése közben protongradiens épül fel, mivel a plasztokinon PSII (vagy cit b6f komplex) általi redukciója sztróma oldali protonfelhasználással, a citokróm b6f komplexen történő lumen oldali re-oxidációja pedig lumen oldalra történő protonleadással jár. E protongradiens működteti a sztróma-tilakoidokban, és a gránumok széli részein lokalizált ATP-szintázt. Az kloroplasztiszban található CF1-CF0 ATP-szintáz egy forgómotoros enzim, aminek a rotorikus komponensét (a membránban lévő CF0- protoncsatorna) γ alegysége) a protongradiens elforgatja. Ez a forgás a „tengely” (CF1 segítségével a CF1 α/β működési egységeinek konformáció változását okozva az enzimkomplex által képzett ATP leválását segíti elő.

#### Katalízis
A tilakoidmembránból izolált enzim csak az ATP hidrolízisét katalizálja: egy vízmolekula nukleofil kölcsönhatásba lép az ATP γ-foszfátjával, és hasítja azt; a katalízisben főleg a β-lánc aminosavai vesznek részt. Az enzim szubsztrátja minden esetben Mg-ATP komplex. A katalitikus hely az α-β alegységek határán helyezkedik el, heterohexamer fej három katalitikus helye egyenértékű. A működését Boyer és Walker tárta fel (Nobel-díjat kaptak érte): a katalitikus hely három állapotban, nyitott, üres és zárt pozícióban lehet. Nyitott állapotban az ATP disszociál a katalitikus helyről, és nem kötődik vissza, mert a pH gradiens hatására Pi kötődik a helyre. Üres állapotban ADP és Pi kötődik a katalitikus helyhez, míg zárt pozícióban végbemegy az ATP-szintézis, a protongradiens jelenléte nélkül is. Az állapotok egymásba átalakulhatnak a katalitikus hely konformációváltozásának hatására, miközben a fejkomplex elfordul a nyélhez képest. A nyitott→üres→zárt átmeneti sorban ATP képződik az enzim segítségével, míg ellenkező irányba rotálva az enzim ATP-t bont.

##### A működés bizonyítékai
A működés feltárása során a nyél és a fej között (β és γ láncok) keresztkötéseket hoztak létre, mely meggátolta a fej rotálását, így az enzimatikus aktivitást is. Egy másik kísérletben bakteriális enzimkomplexet a fejcsoportjánál fogva üveglaphoz kötöttek, a másik végéhez pedig fluoreszcens jelet hordozó aktinkábelt erősítettek, mely rendszerhez ATP-t adva a fluoreszcens jel a mikroszkópban óramutató járásával ellentétes mozgásba kezdett. A jelenség leállítható volt ATP-szintézis gátlók hozzáadásával.

##### Szabályozás
Az enzimkomplex szabályozására szükség van, hogy sötétben és ATP jelenlétében ne bontson ATP-t. Az enzim aktivációjához a sztróma bázikus pH-ja szükséges, savas pH-n a katalitikus helyen kötött ADP máskülönben nem válik le onnan, és ATP nem tud kötődni hozzá. Magasabbrendű növényekben a fotoszintézis során előállított redukálókapacitás segítségével (adott esetben tioredoxin felhasználásával) a γ alegységben egy diszulfidhíd redukálódik, amely konformációváltozást idéz elő a fehérje szerkezetében és segíti annak aktiválódását. Ha nem történik meg fény hiányában a diszulfidhíd oxidációja, az enzim sötétben is több percen át aktív maradhat.

### A növényi fotoszintézis sötét-szakaszának típusai
C3 típusúnak nevezzük az olyan fotoszintézist, amelyben a növény a széndioxidot először három szénatomos szerves savakban (dihidroxi-aceton-foszfát és glicerinsav-3-foszfát) köti meg a folyamat kulcsenzime a Rubisco (ribulóz-1,5-biszfoszfát-karboxiláz-oxigenáz), mely a Földön az egyik legnagyobb mennyiségben előforduló fehérje. A C3 típusú fotoszintézis leginkább a mérsékelt és a hideg égövön elterjedt növényekre jellemző.
A C4-es típusú fotoszintézis a szén-dioxid megkötésének elsősorban a trópusi fűfélékben (például cukornád, kukorica), de más növényekben is előforduló, a Calvin-ciklustól eltérő útja. Az ilyen növények a szén-dioxidot először négy szénatomos (C4-es) szerves savakban kötik meg, majd a C4 terméket az ún. hüvelyparenchima-sejtek kloroplasztiszaiba szállítják, ahol a CO2 felszabadul, és újra fixálódik a Rubisco segítségével. Ez a módszer meleg, jól megvilágított környezetben hatékonyabb a C3 típusú fotoszintézisnél.
A CAM típusú fotoszintetizálók szintén 4 C-atomszámú karbonsavakban kötik meg először a CO2-ot, de itt a re-fixálás nem térben, hanem időben (éjjel-nappal) elválasztott folyamat. Leginkább a meleg, száraz élőhelyek szukkulens növényeire jellemző folyamat.
A zöld növények esetében a fotoszintézis során megtermelt szerves anyag keményítő formájában kerül raktározásra.

## Oxigént nem termelő bakteriális fotoszintézis
A legősibb anaerob szervezetek tartoznak ide, melyek H2S-t, H2-t és szerves anyagokat használnak elektronforrásként, viszont nem képesek a víz oxidációjára. A bíbor kénbaktériumok (Thiorhodaceae), bíbor nem-kén baktériumok (Athiorhodaceae) és zöld kénbaktériumok (Chlorobiaceae) tartoznak ebbe a csoportba. Mindegyik egysejtű, élénken pigmentált (bakterioklorofill, karotinoidok), tipikusan vízi élőlény. A legtöbb sejt mozgékony. Mindegyik sejt képes a Calvin-ciklus (bíbor baktériumok) illetve a reduktív Krebs-ciklus (zöld kénbaktériumok) révén a szén-dioxid fixálására, ugyanakkor általában képesek szerves anyagok energia- és szénforrásként való hasznosítására is (különösen a bíbor nem-kén baktériumok). Az energiát szénhidrátokban raktározzák. A bíbor és zöld baktériumok poli-beta-hidroxibutirátot és glikogént raktároznak. Nitrogénfixálásra képes, de az ammónia asszimilációját előnyben részesítő szervezetek.

## A fotoszintézis jelentősége
A cianobaktériumok Gram-negatív festődésű baktériumok, melyek fotoszintetikus apparátusa a növényekéhez nagyon hasonló működésű. 2-2,5 milliárd évvel ezelőtt a sejtek fotoszintézise során kibocsátott oxigén az ősi oxigénben szegény Föld légkörét megváltoztatta, a redukáló (elsődleges) légkör oxidálóvá változott. A felhalmozódó oxigén megteremtette a lehetőséget az oxigénigényes élőlények evolúciójára. A légkörben felhalmozódó oxigénből (O2) a Napból érkező UV sugárzás hatására a sztratoszférában rétegben felhalmozódó ózon (O3) képződik napjainkban is, amely a Föld felszínén élő szervezeteket megvédi az UV sugárzás káros hatásaitól.